# Martin Heepe
Martin Heepe (* 21. Mai 1887 in Leinde, Kreis Wolfenbüttel; † 1961 in Berlin) war ein deutscher Afrikanist.

## Leben
Heepe studierte von 1904 bis 1910 evangelische Theologie in Leipzig, Halle an der Saale, Erlangen und Berlin, ab 1908 an der Berliner Universität zusätzlich Orientalistik (Assyrisch, Syrisch, Arabisch und Äthiopisch) sowie Afrikanistik. Er wurde Mitglied des Leipziger, Hallenser und Erlanger Wingolf. 1908 legte er die erste und zwei Jahre später die zweite theologische Staatsprüfung ab. Von 1910 bis 1921 war Heepe wissenschaftlicher Hilfsarbeiter von Carl Meinhof im Seminar für Kolonialsprachen am Hamburgischen Kolonialinstitut bzw. der 1919 gegründeten Universität Hamburg. Mit einer Arbeit über Die Komorendialekte Ngazidja und Nzwani auf Grund älteren und neueren Materials wurde er 1914 an der Universität Leipzig zum Dr. phil. promoviert.
Anschließend war er bis 1917 zur Feldforschung in Ostafrika. Wegen des Ersten Weltkriegs konnte Heepe erst 1920 nach Deutschland zurückkehren. Im selben Jahr habilitierte er sich an der Universität Hamburg, wo er bis 1921 als Privatdozent für Afrikanische Sprachen lehrte. Ein kritischer Aufsatz über die Methode und die Forschungsergebnisse Meinhoffs führten zum öffentlich – und sogar vor Gericht – ausgetragenen Streit mit seinem akademischen Lehrer, der Heepes universitäre Laufbahn nachhaltig beeinträchtigte. In Hamburg kam es auch zum Streit mit Mtoro Bakari. 
Von 1921 bis 1925 war er als Bibliotheksrat an der Preußischen Staatsbibliothek Berlin tätig, 1922 ließ er sich als Privatdozent an die Universität Berlin umhabilitieren. Dort besetzte Heepe 1924 die Dozentur für ostafrikanische Sprachen, im Jahr darauf wurde er zum nichtbeamteten außerordentlichen Professor ernannt. Ab 1936 lehrte er als außerordentlicher Professor an der aus dem Berliner Seminar für Orientalische Sprachen hervorgegangenen „Auslandshochschule“. Drei Jahre später wurde er zum außerplanmäßigen Professor an der Berliner Universität ernannt.

## Schriften (Auswahl)
- Jaunde-Texte von Karl Atangana und Paul Messi nebst experimentalphonetischen Untersuchungen über die Tonhöhen im Jaunde und einer Einführung in die Jaunde-Sprache. Hamburg 1919, OCLC 1021883714.
- Die Komorendialekte Ngazidja und Nzwani auf Grund älteren und neueren Materials. Hamburg 1920, OCLC 1114150858.
- Jaunde-Wörterbuch. Hamburg 1926, OCLC 257773965.
- Lautzeichen und ihre Anwendung in verschiedenen Sprachgebieten. Hamburg 1983 (Nachdruck der Ausgabe von 1928), ISBN 3-87118-495-0.